# Dustbox
dustbox（ダストボックス）は、日本のパンク・ロックバンドである。埼玉県で1996年結成。1999年よりアルバム・デビュー時のメンバーに定着した。2003年東芝EMIよりメジャーデビューするが、2004年再びインディーズに戻る。現在、定期的にSearching For Freedomと銘打った自主企画のライブ活動をはじめ、積極的なリリース及びフェス出演などを行なっている。

## メンバー
- SUGA（1979年1月29日 - ）ボーカル・ギター

本名・須賀真太郎。既婚者。二児の父。埼玉県立草加南高等学校出身。ESPミュージカルアカデミー卒。ライブのMCでよく噛む。しけもくロッカーズのギター・ボーカルを務めている。
- JOJI（1978年4月4日 - ）ベース・ボーカル

本名・佐藤穣二。しけもくロッカーズのボーカルを務めている。鍵を差しっぱなしにして停めておいたバイクを盗まれたというエピソードをもとに「Neo chavez 400」という楽曲が作られた。

## 旧メンバー
- REIJI（1976年1月2日 - ）ドラム・コーラス

i GO(現VSMYBLUES)初代ドラム。2015年3月23日にLIQUIDROOMで行われたワンマンライブを持って脱退。脱退後はFAKE ISLANDのドラマーを経て、2020年6月1日よりUPPERに加入。2023年9月19日脱退。2024年6月9日よりそれまでサポートドラマーとして参加していた、THE NUMBER ZEROへ加入。
- YU-KI (1984年5月14日 - ）ドラム

本名・高橋勇樹。heのドラマーでもある。REIJIの脱退を受けて加入。2024年10月12日に豊洲ピットで行われたライブをもって脱退。

## 来歴
1999年
- - SUGA(Vo&Gt) JOJI(Ba&Vo) REIJI(Dr) のメンバーで定着、地元埼玉、都内を中心にライブ活動を開始。

2001年
- - 09月05日、1stミニアルバム『Promise you』をFLYING HIGHより発売。

2002年
- - 08月28日、1stフルアルバム『Sound A Bell Named Hope』を発売。

2003年
- - 06月18日、2ndミニアルバム『Sign To The Sun』を東芝EMI/Virgine Recordsより発売しメジャーデビュー。
  - 09月03日、1stシングル『Stay Free』を発売。
  - 09月26日、2ndフルアルバム『everlasting』を発売。

2004年
- - 10月06日、3rdミニアルバム『triangle』をMachine Recordsより発売し、再びインディーズレーベルへ戻った。

2005年
- - 05月11日、4thミニアルバム『Mr.keating』を発売。

2006年
- - 02月22日、3rdシングル『4our cherries』を発売。
  - 07月19日、3rdフルアルバム『13 Brilliant Leaves』を発売。渋谷O-WESTにてツアーファイナルを行う。**追加公演として行ったツアーにてファイナルを渋谷QUATTROにて行う。

2007年
- - 08月22日、4thフルアルバム『Seeds of Rainbows』を発売。リリースツアー全国40本を行い、ツアーファイナル渋谷AXにて行う。

2008年
- - 11月05日、5thフルアルバム『Blooming Harvest』を発売。リリースツアー全国42本を行い、ファイナルツアーとして心斎橋BIG CAT、名古屋DIAMOND HALL、渋谷AX（2DAYS）にて行う。

2010年
- - 04月22日、結成10年目を記念したワンマンライブを新木場STUDIO COASTにて行う。
  - 10月19日、『Searching For Freedom 10th Anniversary - departure - 』と題した初映像DVD作品を発売。
  - 11月03日、6thフルアルバム『starbow』を発売。リリースツアー全国44本を行い、ツアーファイナルをなんばHATCH、名古屋DIAMOND HALL、新木場STUDIO COASTにて行う。

2013年
- - 06月05日、HAWAIIAN6、locofrankとのスプリットアルバム『THE ANTHEMS』を発売。全5会場のZEPP TOURを敢行。
  - 07月03日、7thフルアルバム『Care Package』を発売。リリースツアー全国44本を行い、ツアーファイナルをなんばHATCH、名古屋DIAMOND HALL、新木場STUDIO COASTにて行う。

2014年
- - 07月21日、結成15年目を記念したワンマンライブを東京晴海旅客ターミナル特設ステージにて行う。

2015年
- - 01月07日、2nd DVD『15th Anniversary Here Comes A Miracle』を発売。
  - 03月23日、ワンマンライブ「GOOBYE REIJI 〜集え！木村会！〜」を持ってREIJI（Dr）が脱退。新メンバー YU-KIが加入。

2016年
- - 02月24日、5thミニアルバム『Skyrocket』を発売。リリースツアー全国18本を行い、ツアーファイナルを赤坂BLITZにて行う。

2017年
- - 02月08日 YU-KI(Dr)加入後初のフル・アルバム『Thousand Miracles』(8thAL)を発売。30箇所のリリースツアーを行い、ツアーファイナルを新木場STUDIO COASTにて行う。

2018年
- - 03月09日 YU-KI加入から3年。ワンマン『-Overcoming-』を恵比寿LIQUIDROOMにて行う。
  - 12月25日 4thシングル『Farley』を発売。（ライブ会場限定＆メルカリ通販）

2019年
- - 03月16日 5thシングル『What A Strange Carnival』を発売。（ライブ会場限定）
  - 05月08日 フル・アルバム『The Awakening』(9thAL)を発売。42箇所のリリースツアーを行う。
  - 05月11日 主催イベント「KOSHI ROCK GALAXY 2019」を新木場STUDIO COASTで開催。

2020年
- - 01月31日 The Awakening TOUR FINAL SERIESを名古屋（1月23日）・大阪（1月24日）・東京（1月31日）で開催。本3公演をもって、2019年5月11日の「KOSHI ROCK GALAXY 2019」を含め、全46箇所にわたったツアーが終了。

2022年
- - 09月07日 フル・アルバム『Intergalactic』(10thAL)を発売。

## 主なライブ

### ワンマンライブ・主催イベント
- 2007年 - Seeds of Rainbow TOUR 2007
- 2008年〜2009年 - Blooming Harvest TOUR 2008-2009
w/Jr.MONSTER/SABOTEN/STOMPIN'BIRD/DOLCE/SHACHI/ALMOND/fullscratch/TOTALFAT/NO HITTER/ASPARAGUS/S.M.N./HOTSQUALL/Beet Full Bear/Liberal Familia/innocent/F.I.B
- 2010年 - Searching for Freedom TOUR 2010 10th ANNIVERDSRY 〜DEPARTURE〜
- 2010年12月01日-2011年04月30日（41公演） - dustbox TOUR 2010 & 2011 -starbow-
w/ROTTENGRAFFTY/STOMPIN'BIRD/GARLIC BOYS/HARDCORE FANCLUB/HOTSQUALL/Jr.MONSTER/Boobie Trap/DOACOCK/HEY-SMITH/MINOR LEAGUE/No Hitter/S.M.N./camellia/FUCK YOU HEROES/HAWAIIAN6/ISCREAM 7 SHOWERS/kamomekamome/locofrank/PAN/PSYCHO FOOD EATERS/SA/SHANK/10-FEET/BRAHMAN
- 2012年 - ASPARAGUS, dustbox "Callaway & TaylorMade 2012"
- 2012年 - dustbox presents Searching for Freedom TOUR
w/サンボマスター/ヒダカトオル
- 2013年 - dustbox presents -KOSHIGAYA ROCK FESTIVAL 2013-
w/GARLIC BOYS/10-FEET/ドブロク/folca/MY WAY MY LOVE/RED BACTERIA VACUUM
- 2013年07月11日-09月30日（28公演） - Care Package TOUR 2013
w/ASPARAGUS/LABRET/COUNTRY YARD/NUBO/10-FEET
- 2014年 - dustbox 15th Anniversary - Chaotic Week Tour 2014 【Saturn】-
w/FRONTIER BACKYARD
- 2014年 - dustbox 15th Anniversary - Chaotic Week Tour 2014 【Venus】-
w/STOMPIN'BIRD
- 2014年 - dustbox 15th Anniversary - Chaotic Week Tour 2014 【Jupiter】-
w/TOTALFAT
- 2014年 - dustbox 15th Anniversary - Chaotic Week Tour 2014 【Mercury】-
w/HAWAIIAN6
- 2014年07月21日 - dustbox 15th Anniversary 単独公演 - Here Comes A Miracle - 会場:東京晴海旅客ターミナル特設ステージ
- 2014年08月31日 - dustbox presents Searching For Freedom vo.57 KOSHIGAYA ROCK FES 2014
- 2014年02月01日〜11月24日 - dustbox 15th Anniversary Chaotic Week Tour 2014
w/FACT/FRONTIER BACKYARD/GOOD4NOTHING/HAWAIIAN6/PAN/STOMPIN' BIRD/TOTALFAT
- 2015年01月04日 - dustbox 15th Anniversary -Chaotic Week Tour【Sun】-
- 2015年03月23日 - GOODBYE REIJI 〜集え!木村会!〜
- 2015年04月22日〜08月28日 - dustbox presents Searching for Freedom TOUR
- 2015年05月16日〜29日 - dustbox presents NEW BEGINNING TOUR 2015
- 2015年10月03日 - dustbox presents KOSHI ROCK FESTIVAL 2015
- 2016年03月17日〜05月12日 - dustbox presents skyrocket TOUR 2016
- 2016年10月05日〜12月26日 - dustbox presents Training Days 2016
- 2016年12月18日 - dustbox presents KOSHI ROCK FESTIVAL 2016
- 2017年02月17日〜05月13日 - dustbox presents Thousand Miracles TOUR 2017
- 2017年12月23日 - dustbox presents KOSHI ROCK FESTIVAL 2017
- 2018年08月20日〜11月30日 - dustbox presents Training Days 2018
- 2018年12月09日 - dustbox presents KOSHI ROCK FESTIVAL 2018
- 2019年05月11日 - dustbox presents KOSHI ROCK GALAXY 2019
- 2019年06月14日〜12月14日 - dustbox presents The Awakening TOUR 2019
- 2020年01月23日〜01月31日 - dustbox presents The Awakening TOUR FINAL SERIES

### 出演イベント
- 2003年01月30日 - FLOW THE PARTY「WINTER COLLECTION」
- 2005年08月09日 - OVER ARM THROW presents FORCE OUT
- 2006年04月20日〜05月19日 - OVER ARM THROW SOUNDRIP TOUR 2006
- 2006年05月14日 - HOTSQUALL & OVER ARM THROW presents ONION FORCE
- 2006年08月06日 - 八食サマーフリーライブ 2006
- 2006年10月14日 - OVER ARM THROW presents FORCE OUT
- 2007年01月01日 - COUNTDOWN JAPAN 06/07
- 2007年06月13日,14日,16日,17日,19日, - マキシマム ザ ホルモン ぶっ生き返すTOUR
- 2007年08月03日 - ROCK IN JAPAN FESTIVAL 2007
- 2007年08月05日 - 八食サマーフリーライブ 2007
- 2007年08月09日 - OVER ARM THROW presents FORCE OUT
- 2007年12月29日,31日 - COUNTDOWN JAPAN 07/08
- 2008年05月10日 - BEA presents F-X 2008
- 2008年06月28日 - 湘南音祭Vol.2
- 2008年07月13日 - 京都大作戦2008年 〜去年は台風でごめんな祭〜
- 2008年08月02日 - ROCK IN JAPAN FESTIVAL 2008
- 2008年08月03日 - 八食サマーフリーライブ 2008
- 2008年08月10日 - SUMMER SONIC 2008
- 2008年08月24日 - SET YOU FREE SUMMER FESTA 2008
- 2008年08月30日 - RUSH BALL 2008
- 2008年11月04日 - ポルノ超特急2008 〜東京の陣〜
- 2008年12月29日,31日 - COUNTDOWN JAPAN 08/09
- 2009年02月25日 - PUNKAFOOLIC! BIG PEACE
- 2009年05月10日 - BEA presents F-X 2009
- 2009年05月21日 - OVER ARM THROW presents Some Missing Night War
- 2009年06月09日 - locofrank presents“FOUR SEASONS TOUR 2009”
- 2009年07月04日 - 湘南音祭Vol.3
- 2009年07月12日 - 京都大作戦2009年 〜暑いのに熱くてごめんな祭〜
- 2009年08月01日 - ROCK IN JAPAN FESTIVAL 2009
- 2009年08月02日 - 八食サマーフリーライブ 2009
- 2009年08月23日 - MONSTER baSH 2009
- 2009年08月30日 - RUSH BALL 2009
- 2009年09月06日 - PUNKAFOOLIC! SHIBUYA CRASH 2009
- 2009年09月12日 - MASTER COLISEUM'09
- 2009年11月21日,27日,12月01日 - 10-FEET Life is sweet TOUR2009-2010
- 2009年12月23日 - ポルノ超特急2009 本陣
- 2009年12月31日 - COUNTDOWN JAPAN 09/10
- 2010年02月07日 - NO MATTER LIVE 2010
- 2010年07月11日 - 京都大作戦2010年 〜今年も子供に戻りな祭〜
- 2010年08月06日 - ROCK IN JAPAN FESTIVAL 2010
- 2010年08月07日 - 八食サマーフリーライブ 2010
- 2010年08月13日 - RISING SUN ROCK FESTIVAL 2010 in EZO
- 2010年09月12日,11月05日 - STOMPIN'BIRD "Birds Attack Tour 2010"
- 2010年09月23日 - SKULLSHIT presents SKULLMANIA Vol.4 〜ROAD TO 骸骨祭り〜
- 2010年12月29日 - COUNTDOWN JAPAN 10/11
- 2011年07月10日 - 京都大作戦2011年 〜今年も楽しむ覚悟でいらっ祭!〜
- 2011年07月23日 - LAST ALLIANCE for staying real BLUE.TOUR
- 2011年08月05日 - ROCK IN JAPAN FESTIVAL 2011
- 2011年08月06日 - 八食サマーフリーライブ 2011
- 2011年08月13日 - RISING SUN ROCK FESTIVAL 2011 in EZO
- 2011年09月23日 - MASTER COLISEUM'11
- 2011年10月29日,31日,11月01日 - HAWAIIAN6 "one by one" TOUR
- 2011年11月02日 - 福岡大学 presents -第56回七隈祭前夜祭-
- 2011年11月18日 - Subciety A.V.E.S.T PROJECT Vol.5
- 2011年12月20日 - 10-FEET "その向こうへ" TOUR 2011
- 2011年12月31日 - COUNTDOWN JAPAN 11/12
- 2012年02月25日 - DEVILOCK NIGHT THE FINAL
- 2012年03月16日,18日,20日,21日 - HAWAIIAN6 presents “Spotty Wolf” TOUR
- 2012年03月31日 - GOOD4NOTHING "RIGHT NOW TOUR 2012"
- 2012年04月07日 - SKULLSHIT presents THE LIVE 2012
- 2012年04月30日 - F.A.D YOKOHAMA presents "THE SUN ALSO RISES"
- 2012年05月03日 - Destroy Before Reading vol.12
- 2012年05月05日 - COMIN'KOBE12
- 2012年05月11日 - ROTTENGRAFFTY TOUR 2012「GOLD」TOUR FINAL
- 2012年05月19日 - SSMC 2012
- 2012年07月07日 - 京都大作戦2012〜短冊にこめた願いよ叶いな祭〜
- 2012年07月15日 - SUN BURST 2012
- 2012年08月03日 - ROCK IN JAPAN FESTIVAL 2012
- 2012年08月06日 - 八食サマーフリーライブ 2012
- 2012年08月24日 - PIRATE SHIP 2012
- 2012年08月26日 - WALK INN STUDIO FES
- 2012年08月29日 - PLAYGROUND 2012
- 2012年09月15日 - AIR JAM 2012
- 2012年09月22日 - GUNMA ROCK FESTIVAL 2012
- 2012年09月23日 - SABOTEN,PAN presents「マスターコロシアム '12」
- 2012年09月30日 - the telephones「RED HOT DISCO!!!　〜PLAY BALL SAITAMA〜」
- 2012年10月05日 - SLANG「Glory Outshines Doom Tour」
- 2012年10月08日 - HAWAIIAN6 presents「ECHOES 2012」
- 2012年10月12日,14日,25日 - 10-FEET "thread" TOUR 2012-2013
- 2012年10月28日,30日 - THE CHERRY COKE$ 5th Full Albumリリースツアー "Revenge Of The Phantom Ship"
- 2012年11月04日 - 早稲田大学広告研究会 presents - free for music 〜 Music Dive〜 -
- 2012年11月05日 - SHIBUYA CYCLONE 15th ANNIVERSARY
- 2012年11月23日 - FRONTIER BACKYARD -NEO CLASSICAL-
- 2012年11月27日 - HEY-SMITH Single Tour "Download Me If You Can"
- 2012年12月02日 - POWER STOCK 2012 in ZEPP SAPPORO
- 2012年12月07日 - MINOR LEAGUE presents - Thunder Snake ATSUGI 10th Anniversary SPECIAL -
- 2012年12月08日 - JAMJAMJAM pre.[JAMJAM RAINBOW CARNIVAL VOL.1!]
- 2012年12月14日,15日 - SABOTEN WHITE POOL 観光TOUR
- 2012年12月29日 - COUNTDOWN JAPAN 12/13
- 2013年01月05日 - Machine Records & KZO presents - 真信念会 2013 -
- 2013年01月13日,14日,17日 - となりのバンドマン 〜東名阪初行脚〜
- 2013年01月20日 - locofrank TOUR 2012-2013 "ONE"
- 2013年01月25日,02月10日 - Ken Yokoyama "Best Wishes Tour"
- 2013年03月23日 - HAWAIIAN6 Presents"The Grails"TOUR
- 2013年04月12日 - ANDREW PRESENTS "GROW INTO ONE"
- 2013年04月29日 - COMIN'KOBE 2013
- 2013年05月18日 - SSMC 2013
- 2013年06月09日 - POWER STOCK 2013 in MIYAKO
- 2013年06月13日 - HEY-SMITH "Now Album" JAPAN TOUR.
- 2013年06月17日-07月04日（5公演） - locofrank HAWAIIAN6 dustbox ZEPP TOUR 2013
- 2013年07月06日 - 京都大作戦2013〜天の川今年も宇治で見上げな祭〜
- 2013年07月13日 - SUMMER CAMP 2013
- 2013年07月20日 - SUN BURST 2013
- 2013年07月27日-08月01日（5公演） - locofrank HAWAIIAN6 dustbox EXTRA TOUR at TOHOKU
- 2013年08月04日 - 八食サマーフリーライブ 2013
- 2013年08月30日 - PIRATE SHIP 2013
- 2013年08月31日 - RUSH BALL 15th
- 2013年11月19日,21日 - マキシマム ザ ホルモン“予襲復讐”ツアー
- 2013年11月27日 - SiM「PANDORA TOUR 2013-2014」
- 2013年11月30日 - NUBO"Human hymns"TOUR 2013-2014
- 2013年12月15日 - POWER STOCK 2013 in ZEPP SAPPORO
- 2013年12月18日,21日,23日 - locofrank "Signs TOUR 2013"
- 2013年12月28日 - COUNTDOWN JAPAN 13/14
- 2014年02月11日 - TOTALFAT presents「PUNISHER'S NIGHT 2014」
- 2014年02月18日,19日 - グッドモーニングアメリカ「イチ、ニッ、サンでジャンプツアー2014」
- 2014年02月22日 - ROTTENGRAFFTY "Walk" TOUR 2013-2014 FINAL SERIES
- 2014年03月09日 - STUDIO COAST 11TH ANNIVERSARY LIVE "MRF"
- 2014年03月09日 - STUDIO COAST 11TH ANNIVERSARY LIVE「MRF」
- 2014年03月22日 - MUSIC CUBE 14
- 2014年03月23日 - SAKAI MEETING 2014
- 2014年03月29日 - PUNKSPRING 2014
- 2014年04月18日 - "MATCH MAKES vol.11" 〜Quars 2nd Anniversary Special MATCH〜
- 2014年04月25日 - GOOD4NOTHING「Four voices tour 2014」
- 2014年05月03日 - VIVA LA ROCK 2014
- 2014年05月09日 - ThAnX! AX! Clim-AX!
- 2014年06月07日 - SATANIC CARNIVAL'14
- 2014年06月21日 - GIANT LOOP FES 2014
- 2014年06月25日 - SHANK「Baitfish Attitude Tour 2014 -FINAL SERIES-」
- 2014年06月28日 - NAMBA69「MELODIC PUNKS NOT DEAD!!! TOUR 2014」
- 2014年07月05日 - 京都大作戦2014〜束になってかかってきな祭！〜
- 2014年07月19日 - KESEN ROCK FESTIVAL'14
- 2014年08月10日 - ROCK IN JAPAN FESTIVAL 2014
- 2014年08月21日 - SABOTEN 傑作集を選んだ1億3千万人に挨拶TOUR
- 2014年08月23日 - 八食サマーフリーライブ 2014
- 2014年09月06日,07日 - UNLIMITS アメジスト TOUR 2014
- 2014年09月09日 - Northern19 5th Full Album【DISCOVERY】リリース "DISCOVERY tour"
- 2014年09月14日 - OSAKA HAZIKETEMAZARE FESTIVAL 2014
- 2014年09月15日 - MASTER COLISEUM'14
- 2014年09月20日 - GUNMA ROCK FESTIVAL 2014
- 2014年10月02日 - HOTSQUALL BEST TOUR 2014 Laugh at Life
- 2014年10月03日 - 15th Anniversary TOUR "ROTTENGRAFFTY"
- 2014年10月05日 - Backyard Diary presented by Mobstyles & Subciety
- 2014年10月26日 - SABBAT NIGHT 2014 13th ANNIVERSARY BASH
- 2014年10月29日 - MEANING 「150 TOUR」
- 2014年10月31日,11月19日 - SiM "i AGAINST i" TOUR 2014
- 2014年11月02日 - seedleSs & range party 2014
- 2014年11月08日,09日 - Fear, and Loathing in Las Vegas "PHASE 2"Release Tour
- 2014年11月22日 - Double-u Studio presents - HI BACK PACK Vol.15
- 2014年11月29日 - FACT 15th Anniversary Rock-O-Rama
- 2014年12月06日,09日,10日,12日,13日 - HAWAIIAN6 Where The Light Remains release TOUR
- 2014年12月21日 - POWER STOCK 2014 in ZEPP SAPPORO
- 2014年12月28日 - COUNTDOWN JAPAN 14/15
- 2015年01月20日,22日,24日,25日,27日 - グッドモーニングアメリカ「inトーキョーシティーツアー 2014-2015」
- 2015年02月08日 - FULLSCRATCH「THE GREATEST FASTEST TOUR 2015 Episode.1」
- 2015年02月10日 - HSFL 感謝祭 in 八戸ROXX
- 2015年02月22日 - G-FREAK FACTORY × NUBO presents MAD SOUL CONNECTION × TURKEY DAY!!
- 2015年03月02日 - SAYONARA "YAMAHA PM3000" HYPER SPARK 2MAN SHOW!!
- 2015年03月21日 - Zephyren presents A.V.E.S.T. project vol8
- 2015年04月04日 - KYOTO MUSE 25th ANNIVERSARY "25SOULS"
- 2015年04月12日 - WANIMA Can Not Behaved!! Tour
- 2015年04月19日 - WALK INN ROCK FESTIVAL!
- 2015年04月21日 - SHANK pre. Two Heavy Clash
- 2015年04月25日 - THE CHERRY COKE$「SUNRISE CRUISE tour」FINAL SERIES
- 2015年05月01日 - 04 Limited Sazabys「CAVU tour 2015」
- 2015年05月09日 - SUMMER CAMP 2015 -The commemorative of 10th event-
- 2015年06月04日 - HAWAIIAN6 presents NO TITLE TOUR
- 2015年06月06日 - GIANT LOOP FES 2015
- 2015年06月11日,13日,14日 - Fear, and Loathing in Las Vegas 3×3 Short Tour 2015 in TOHOKU
- 2015年06月18日 - RUDIE'S NIGHT FINAL series 3days
- 2015年06月26日 - PANベストアルバム「ベスト盤゜」リリースツアー【ベスト盤゜でベストPANツアー】
- 2015年07月04日 - 京都大作戦2015〜いっ祭 がっ祭 感じな祭!〜
- 2015年07月08日,09日 - COUNTRY YARD「Bows And Arrows TOUR」
- 2015年07月18日 - FOUR SEASONS FESTIVAL'15
- 2015年07月23日 - HAWAIIAN6 presents "ダスト6"
- 2015年07月25日,26日 - locofrank × HAWAIIAN6 × dustbox presents "ロコダスト6"
- 2015年08月09日 - ROCK IN JAPAN FESTIVAL 2015
- 2015年08月22日 - 八食 SUMMER FREE LIVE 2015
- 2015年08月24日,25日 - THE 外国人 JAPAN TOUR
- 2015年08月30日 - PIRATE SHIP 2015
- 2015年09月19日,20日 - HAWAIIAN6 presents ECHOES 2015
- 2015年09月22日 - MASTER COLISEUM'15
- 2015年10月06日,07日 - Ken Yokoyama「Sentimental Trash Tour」
- 2015年10月15日 - SHANK OF THE MORNING TOUR
- 2015年10月17日 - Northern19 presents TOKI ROCK NIIGATA 2015
- 2015年10月18日 - HAWAIIAN6 presents ECHOES 2015
- 2015年10月23日 - locofrank × HAWAIIAN6 × dustbox presents "ロコダスト6"
- 2015年10月31日 - TOTALFAT「COME TOGETHER, SING WITH US Tour 2015」
- 2015年11月03日 - GOOD4NOTHING pre. MELODIC COASTER 2015
- 2015年11月03日 - the telephones presents Last Party 〜We are DISCO!!!〜
- 2015年11月12日 - HEY-SMITH "お披露目TOUR"
- 2015年11月14日 - F.A.D YOKOHAMA presents "THE SUN ALSO RISES" Vol.17
- 2015年11月22日 - MEANING presents SPOOKY ZOO 2015
- 2015年11月25日,26日,28日,29日 - GOOD4NOTHING「KIDS AT PLAY TOUR 2015-2016」
- 2015年12月01日 - S×B×T presents "RIOT PARADISE : Returns 01"
- 2015年12月06日 - POWER STOCK 2015 in ZEPP SAPPORO

## その他
- バンド名は不安や後悔を俺に投げつけて前に進んで欲しいという理由から。
- 京都大作戦には、10-FEET、Dragon Ashと並び12年連続皆勤出演している。（2018年は平成30年7月豪雨の影響で中止。なお、2019年は2週に渡り出演した。）